# Tamangur
Tamangur (Aussprache tamaŋ'guːr, zu lateinisch Attegia minicorum „Hütte der Bergleute“ oder Attegia monachorum „Hütte der Mönche“) ist eine entlegene Moor- und Arvenwaldlandschaft im Unterengadin. Besondere Bedeutung hat das Gebiet wegen seines höchsten geschlossenen Arvenwaldes in Europa und als Symbol für die Hartnäckigkeit der Rätoromanen im Zusammenhang mit der Erhaltung von Kultur und Sprache.

## Lage
Das Gebiet Tamangur befindet sich in der obersten Val S-charl in der Gemeinde Scuol im Unterengadin. Ein geringer Anteil im obersten Bereich gehört zur früheren Gemeinde Valchava und somit seit der Gemeindefusion von 2009 zur Gemeinde Val Müstair.
Das Gebiet beginnt bei der Mündung der Val Plazèr (1994 m ü. M.) und endet mit dem Abschnitt Zondra da Tamangur (deutsch Tamangur-Legföhrenwald) am Pass da Costainas (2251 m ü. M.), der das Engadin mit der Val Müstair verbindet. Im Gebiet Tamangur liegen die Alpen Tamangur Dadora (deutsch Ausser-Tamangur), Alp Praditschöl und Tamangur Dadaint (dt. Inner-Tamangur) mit der Alp Astras. Die Foppa Tamangur (deutsch Tamangur-Talkessel) an der Flanke des das Tal überragenden Piz Starlex (3075 m ü. M.) stellt eines der Quellgebiete der Clemgia dar.
Die Clemgia entwässert das Gebiet zum Inn hin und damit letztlich zum Schwarzen Meer.

## Bildergalerie

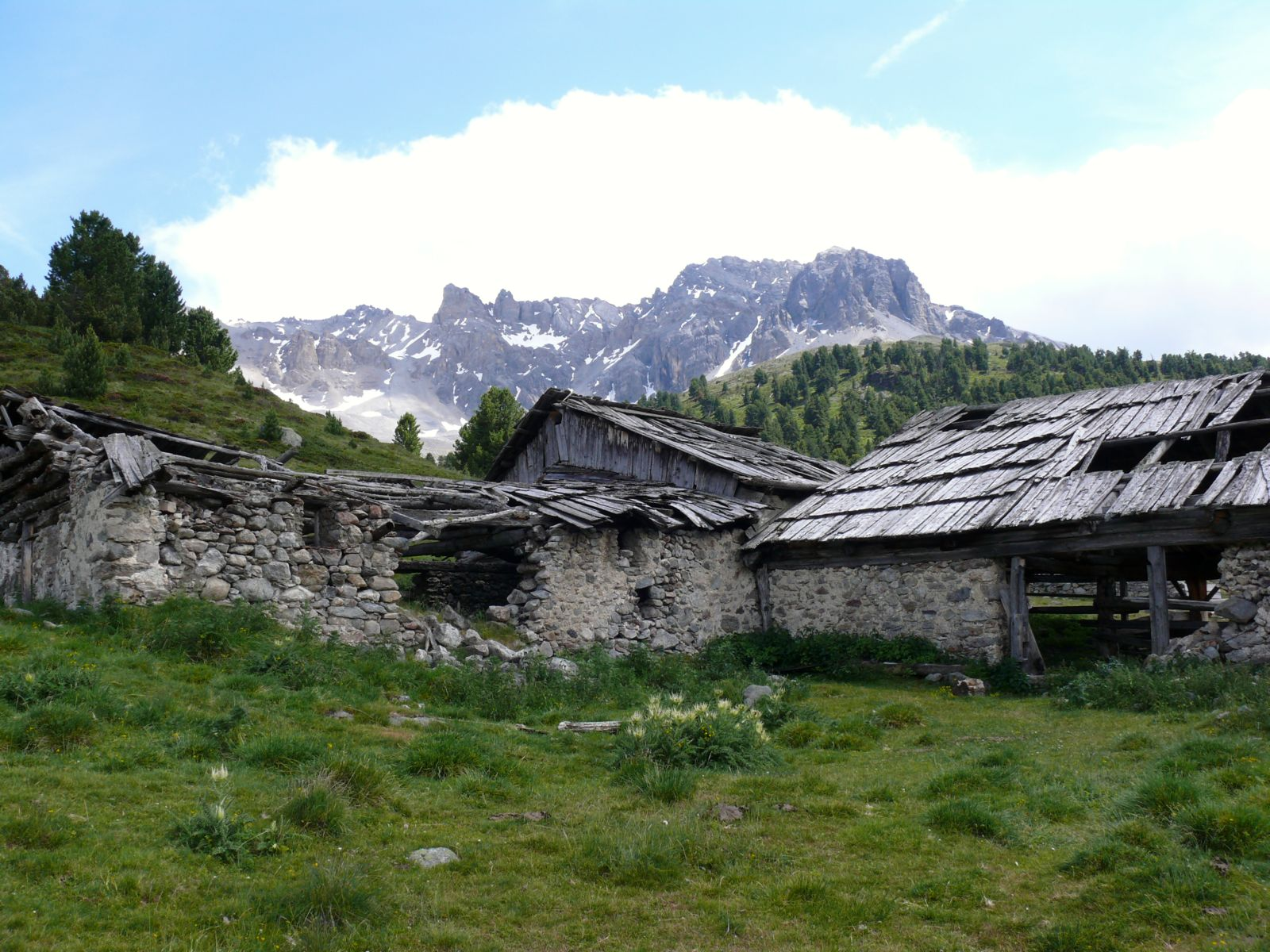
Zerfallende Hütten auf der Alp Tamangur Dadora. Im Hintergrund links der Lorenziberg, rechts der Piz Murtera.
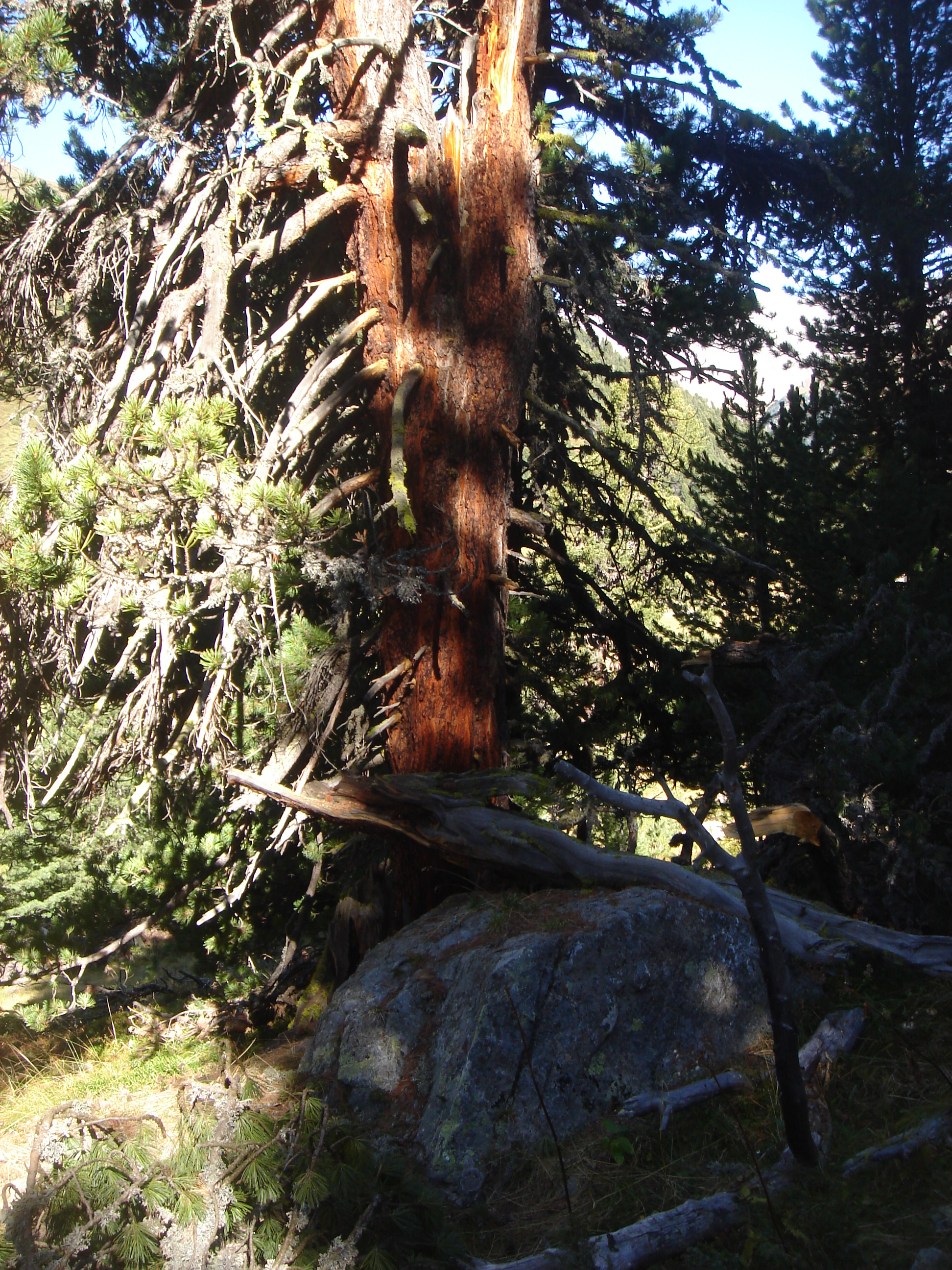
Arve im God Tamangur.
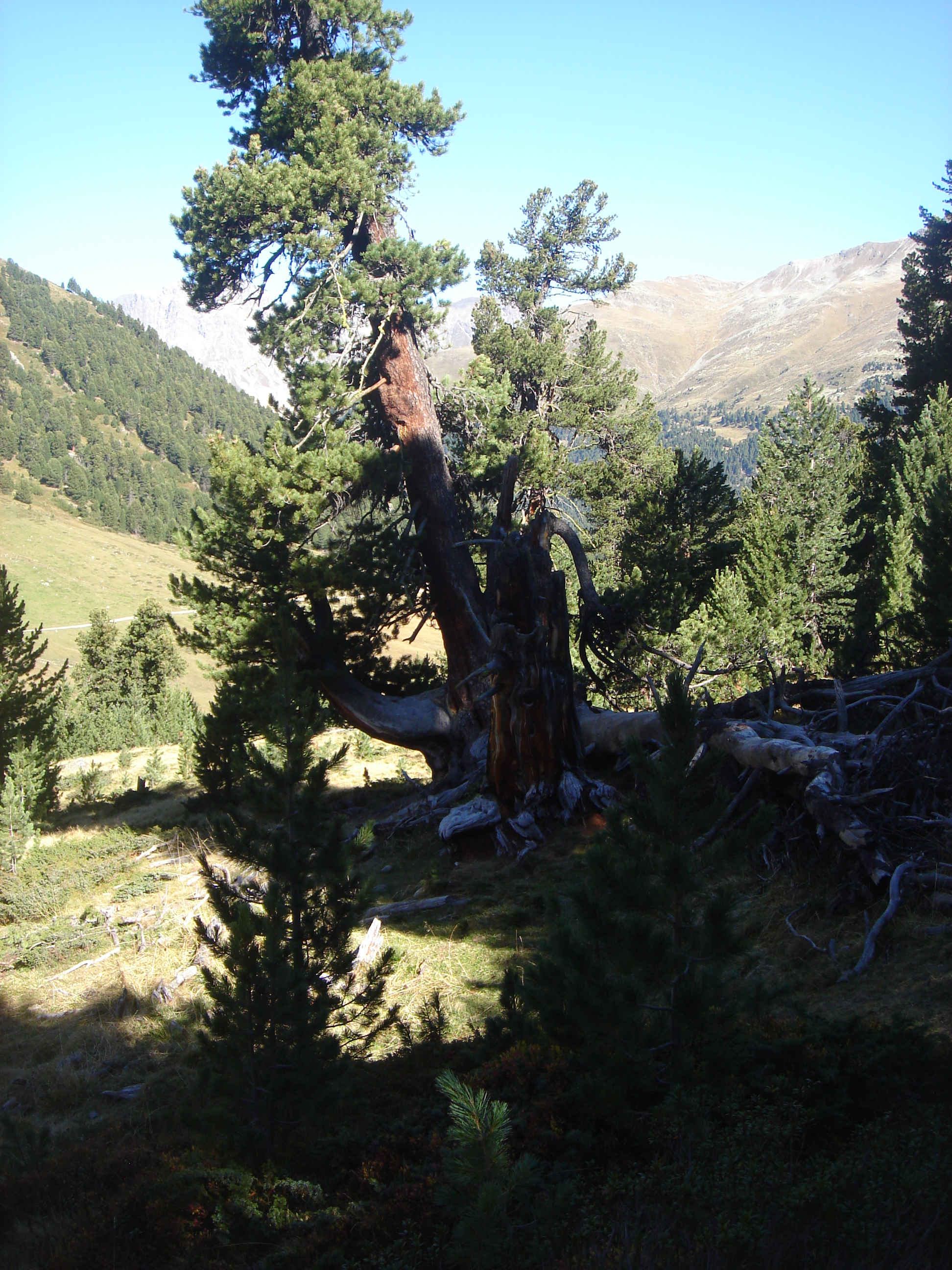
Arven im God Tamangur, mit Totholz.
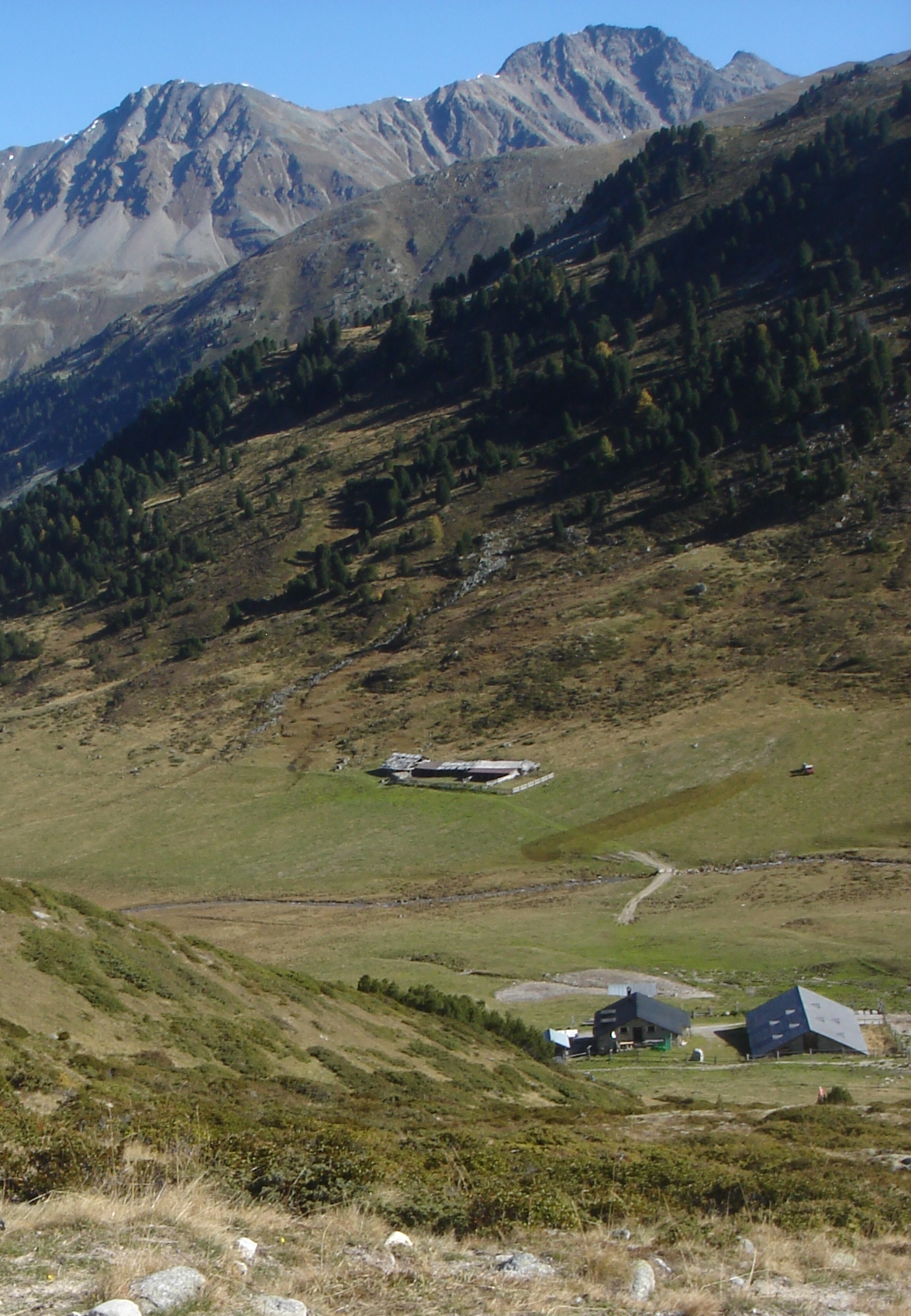
Alp Astras im Tamangur Dadaint, mit Clemgia-Bach. Links im Hintergrund der Piz Plazèr (2989 m ü. M.); rechts der Piz Sesvenna, mit 3204 m ü. M. die höchste Erhebung auf der rechten Talseite des Unterengadins.

## Natur
Das Gebiet Tamangur zeichnet sich durch ein kontinentales Klima aus. Der jährliche Niederschlag beträgt etwa 750 mm. Eine nahe gelegene Wetterstation weist im Winter nicht selten Werte von −30° Celsius aus.

### Schutzgebiet Moorlandschaft
Das U-förmige Tal ist das Ergebnis eiszeitlicher Gletscher. Der Talboden entlang der mäandrierenden Clemgia ist stark vermoort und in dieser Form einzigartig in der Schweiz.
Kleinere Moore befinden sich bereits im obersten Bereich beim Pass da Costainas, doch die schönsten, sich über eine Länge von ca. 2,5 km dahin ziehenden Flachmoore liegen zwischen der Alp Astras und dem God Praditschöl (dt. Pradischöl-Wald) auf ca. 2100 m ü. M. Im untersten Bereich des Gebietes liegen Hangmoore, die mit dem Arvenwald verzahnt sind.
Seit 1996 zählt das Gebiet Tamangur als "Objekt 265" zu den Schweizerischen "Moorlandschaften von besonderer Schönheit und nationaler Bedeutung". Das registrierte Gebiet umfasst nur die Talmulde bis maximal 2440 m ü. M., also ohne die Gipfelbereiche des Clemgiatales und ohne die Foppa Tamangur. Andererseits gehören nicht nur die Moorlandschaften entlang der Clemgia, sondern auch die Arvenwälder zum Inventarobjekt.
Als registrierte Moorlandschaft ist Tamangur aufgrund des "Rothenthurm-Artikels" (Art. 78 Abs. 5 Bundesverfassung) geschützt.

### Arvenwald Naturwaldreservat
Eine besondere Bedeutung für das Gebiet hat der God Tamangur (auch God da Tamangur, dt. Tamangur-Wald) im mittleren Bereich von Tamangur. Er besteht vorwiegend aus Arven, mit Unterwuchs aus Wacholder und Lärchen. Der ausserordentlich dichte, geschlossene Bestand an Arven dicht an der Waldgrenze macht den Wald einzigartig, er gilt als der höchstgelegene, geschlossene Arvenwald Europas. Manche Arven sind bis zu 800 Jahre alt. Allerdings wird auch für den Wald God Giavagl in der Val Chamuera (Gemeinde Zuoz) ebenfalls der Superlativ des höchsten Arvenwalds Europas beansprucht.
Der God Tamangur ist vom Kanton Graubünden registriert als Naturwaldreservat. Das Gebiet von 86 ha Grösse ist ein Teil des Moorschutzgebiets und umfasst den God Tamangur in seiner Länge von ca. 1,5 km, vom Talgrund bis ca. 2300 m ü. M. Das Reservat wurde 2007 gegründet, und die Schutzbestimmungen gelten zunächst bis 2057.
Zielsetzungen des Naturwaldreservats sind unter anderem das Zulassen der natürlichen Sukzession der Pflanzengesellschaft des Alpenrosenreichen Arvenwalds und die Sicherung von Refugien für Tier- und Pflanzenarten, welche mit forstlicher Bewirtschaftung nicht gedeihen könnten. Gewisse menschliche Eingriffe finden jedoch trotzdem statt, namentlich wird der Wanderweg von Fallholz freigehalten, und die Jagd, das Beerensammeln und das Pilzen sind unter den üblichen Bestimmungen möglich.
Im oberen Talabschnitt Zondra da Tamangur an der Baumgrenze dominieren dichte Legföhren-Bestände die Vegetation. Sie werden von Schwemmfächern, Bächen und Schuttkegeln unterbrochen und gehen im Talgrund in Moore über.

## Nutzung

### Alpwirtschaft
Die Alpen von Tamangur werden seit Jahrhunderten bewirtschaftet. Die Alp Praditschöl und Alp Astras und Tamangur Dadaint werden auch heute noch genutzt, während die Gebäude der Alp Tamangur Dadora und der Alp d'Astras Dadora heute zerfallen sind.

### Tourismus
Tamangur ist von Juni bis Oktober ein beliebtes Wander- und Mountainbike-Gebiet. Ausgangspunkt ist meist S-charl, Endpunkte sind entweder Lü GR (via Pass da Costainas) oder der Ofenpass (via Fuorcla Funtana da S-charl). Zu Fuss erfordern die Touren 4 bis 6 Stunden, der Schwierigkeitsgrad liegt bei T2. Der Wanderweg, der durch den God Tamangur führt, verläuft auf der rechten (östlichen) Talseite, während der für die Alpwirtschaft und von den Mountainbikern genutzte Fahrweg auf der linken (westlichen) Talseite verläuft.
Abgesehen von gut ausgebauten Wanderwegen und dem Verkauf von Getränken und Snacks bei der Alp Astras gibt es keinerlei touristische Infrastruktur im Gebiet.

### Holznutzung
Vom Mittelalter bis ins 19. Jahrhundert wurde am Ofenpass, in der Val S-charl sowie in dessen Seitental Val Mingèr Bergbau betrieben. Die Verarbeitung des Erzes erforderte sehr viel Holz und Kohle.
Während die Wälder im Haupttal des Inns und des Rambachs als Schutzwälder sorgfältiger bewirtschaftet wurden, wurde in allen erwähnten Bergbaugebieten nach heutigem Verständnis Raubbau an den Wäldern getrieben. Dieser Raubbau hatte umso mehr negative Folgen, als der Wald an der Waldgrenze für die Regeneration deutlich länger braucht als in niedereren Höhenlagen.
Dies scheint jedoch für den God Tamangur nicht der Fall gewesen zu sein: Mit hoher Wahrscheinlichkeit wurde das Holz des God Tamangur weder für den Bergbau in S-charl noch für die Salinen im österreichischen Hall genutzt, doch fand eine solche Holznutzung bis zum Plan d'Immez unmittelbar an der unteren Grenze des heutigen Moorschutzgebietes statt. Noch im Jahr 1799 wurde die Nutzung des Tamangur-Holzes für die Salinen von Hall zwar offiziell geprüft, jedoch wegen der hohen Flösskosten verworfen. 
Als gesichert gilt jedoch die Nutzung von Brennholz für die verschiedenen Alpen von Tamangur.

## Bedeutung in Kultur und Sprachpolitik

### Peider Lansel
Peider Lansel, der Unterengadiner Dichter und Förderer der rätoromanischen Sprache, verglich 1923 in einem berühmt gewordenen Gedicht im Idiom Vallader den sterbenden Wald von Tamangur mit dem schon seit dem 19. Jahrhundert schwindenden Rätoromanisch. Der God Tamangur wird beschworen als Symbol für Hartnäckigkeit, Überlebenswillen und Stärke. Ein Ausschnitt aus dem Gedicht:
Al veider god, chi pac a pac gnit sdrüt

sumeglia zuond eir nos linguach prüvà,

chi dal vast territori d’üna jà

in usché strets cunfins uoss’es ardüt.

Scha’ls Rumanschs nu fan tuots il dovair lur,

jaraj’a man cun el, sco Tamangur.
Deutsche Übersetzung:

Dem alten Wald, der nach und nach zerfällt,

gleicht sehr unsere liebe Sprache,

die aus dem einstigen, weiten Raum

in die heutigen, engsten Grenzen zurückgedrängt ist.

Wenn die Rumantschen nicht alle ihre Pflicht tun,

wird es mit ihr aus sein, wie mit Tamangur.

### Linard Bardill
Der deutsch-rätoromanische Liedermacher Linard Bardill veröffentlichte 1996 eine Doppel-CD mit dem Titel Tamangur. Die Lieder verwenden Texte von Men Rauch und Peider Lansel, die in der ersten Hälfte des 20. Jahrhunderts im rätoromanischen Idiom Vallader entstanden, aber auch Texte von Madlaina Stuppan aus den 1980er-Jahren. Titel sind unter anderem Tamangur, Il bös-ch rumantsch (dt. Der romanische Baum) und Bilantsch rumantsch (dt. Romanische Bilanz).
Linard Bardill erstellt einen Bezug zu Rettungsaktionen im Kontext Tamangur/rätoromanische Sprache, wie sie in den 1980er-Jahren stattfanden, nimmt heute jedoch eine weniger kämpferische und eher beobachtende Position ein.

### Transit Tamangur
"Transit Tamangur" ist ein Kultur- und Sprachprojekt der Lia Rumantscha. Es beabsichtigt, traditionelle Werte (symbolisiert mit dem Namensteil Tamangur) in einer modernen Form (Namensteil Transit) umzusetzen. In diesem Projektrahmen wird das Rätoromanische unter anderem verbunden mit Themen wie Schule, Sport, Musik und Medien.

### Leta Semadeni
Die Unterengadiner Dichterin Leta Semadeni veröffentlichte 2015 im Rotpunktverlag als ihr erstes Prosawerk den Roman Tamangur. Es ist gleichzeitig das erste Werk Semadenis, das sie ausschliesslich in Deutsch verfasst hat. In der Erzählung Semadenis steht Tamangur symbolisch für den Ort, an dem der Grossvater der Protagonistin im Kindesalter verschwunden ist. Tamangur wird somit zur Chiffre für das Reich der Toten.

## Piz Amalia
Der Gipfel mit der Höhe 2918 m ü. M. zwischen dem Piz Mezdi und dem Piz d'Astras (ca. 2 km westlich der Alp Praditschöl) wurde im Jahr 2004 nach der niederländischen Prinzessin Catharina-Amalia von Oranien-Nassau, die im Jahr 2003 zur Welt kam, von Tourismusverantwortlichen des Engadins und dem holländischen Botschafter in der Schweiz mit dem Namen Piz Amalia getauft.
Gemäss offizieller Nomenklatur-Kommission des Kantons Graubünden ist eine solche Flurnamenbenennung jedoch unzulässig, und die Bezeichnung fehlt daher in den Karten des Schweizer Bundesamtes für Landestopografie (Stand 2015).
Dessen ungeachtet wird der Name «Piz Amalia» weiter verwendet: 2008 wurde das 1993 erbaute, zwischen der Schweiz und den Niederlanden verkehrende Tankschiff «Columbia» in «Piz Amalia» umgetauft, und im September 2015 feiert Scuol ein «Piz Amalia Music Festival».